# UFC on FX: Browne vs. Bigfoot
UFC on FX: Browne vs. Bigfoot (también conocido como UFC on FX 5) fue un evento de artes marciales mixtas celebrado por Ultimate Fighting Championship el 5 de octubre de 2012 en el Target Center, en Minneapolis, Minnesota.

## Historia
El evento se esperaba inicialmente para el 7 de septiembre de 2012 en el Bankers Life Fieldhouse en Indianápolis, Indiana.
Louis Gaudinot esperaba enfrentarse a Darren Uyenoyama en el evento. Sin embargo, Gaudinot fue obligado a salir de la pelea por una lesión y fue sustituido por el recién llegado Phil Harris.
La pelea entre Rob Broughton y Matt Mitrione, fue originalmente programada para UFC on Fox 4 y luego brevemente vinculada a este evento, fue desechada después de que Broughton fuera obligado a salir de la pelea por segunda vez.
Como resultado de la cancelación de UFC 151, el combate entre Jake Ellenberger vs. Jay Hieron, Danny Castillo vs. Michael Johnson, Shane Roller vs. Jacob Volkmann y Dennis Hallman vs. Thiago Tavares fueron reprogramados para este evento.
La pelea entre John Dodson y Jussier Formiga era una pelea eliminatoria de título, donde el ganador sería el primer hombre en desafiar el recién coronado campeón de peso mosca de la UFC, Demetrious Johnson.

## Premios extra
Cada peleador recibió un bono de $40,000.
- Pelea de la Noche: Diego Nunes vs. Bart Palaszewski
- KO de la Noche: Michael Johnson
- Sumisión de la Noche: Justin Edwards